# Festival Internacional de Cine en Guadalajara

Logo des Festivals

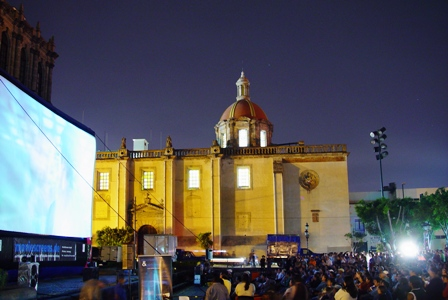
Freiluftkino mit aufblasbarer Leinwand hinter dem Teatro Degollado

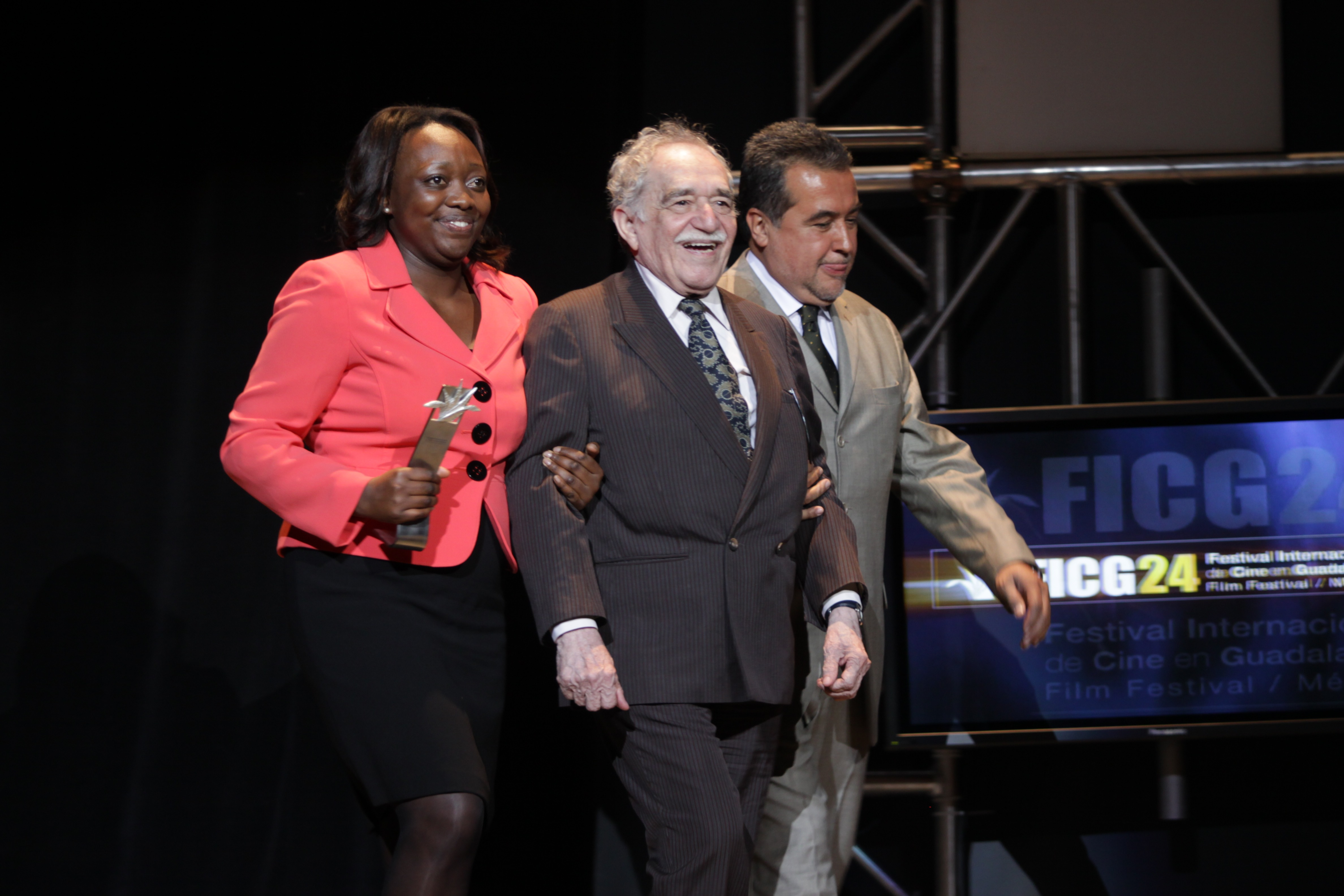
Gabriel García Márquez mit der kolumbianischen Kulturministerin Paola Moreno und dem Festivalleiter Jorge Sanchez auf der Gala des Festivals im Jahr 2009

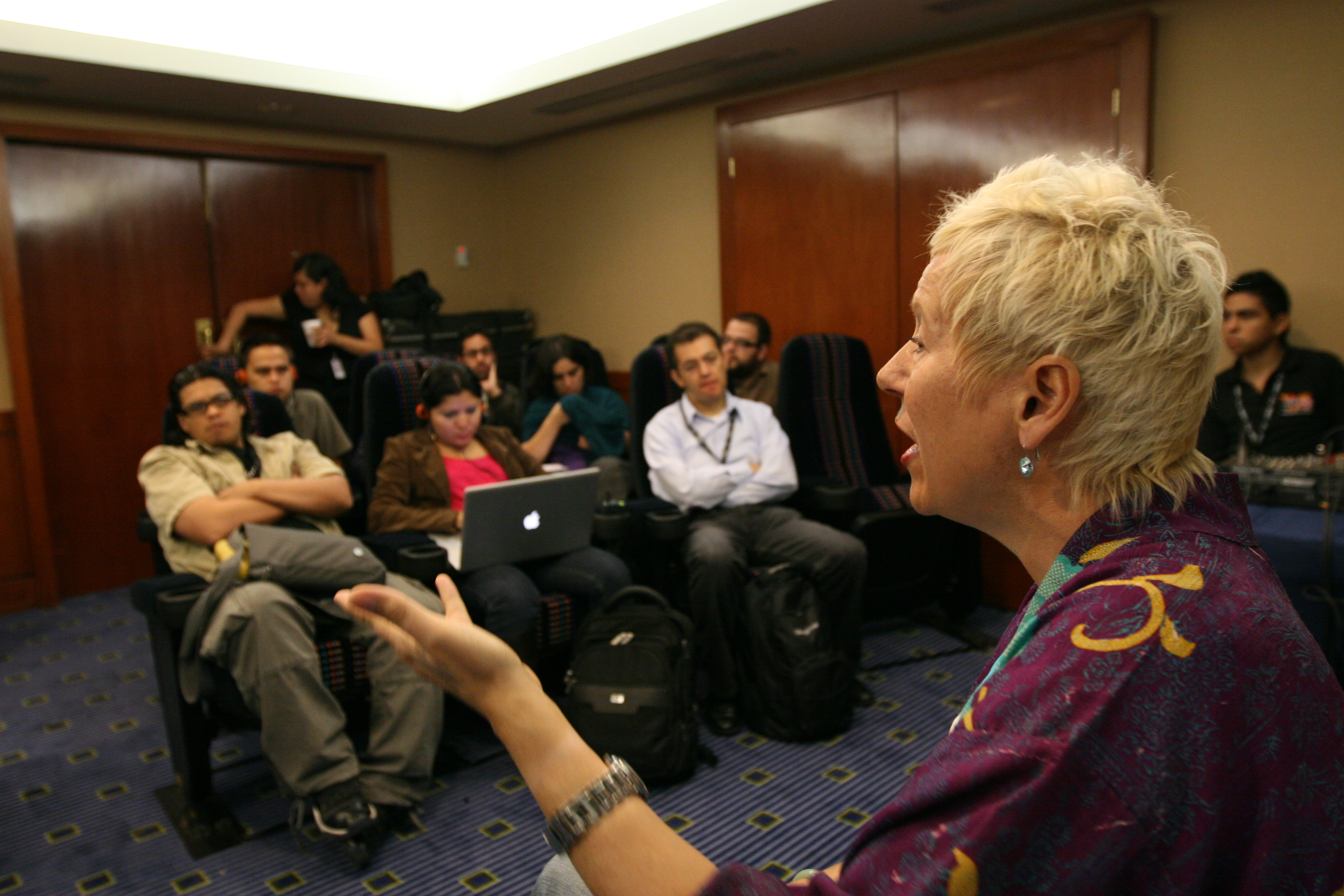
Doris Dörrie auf dem Talent Campus des Festivals von Guadalajara, 2010

Das Festival Internacional de Cine en Guadalajara ist das größte und bedeutendste Filmfestival Mexikos. Es findet seit 1986 jährlich im März in der Stadt Guadalajara statt. Das Festival hat einen Fokus auf dem mexikanischen und lateinamerikanischen Film, wobei Spielfilme, Dokumentarfilme, Kurzfilme und Kinderfilme gezeigt werden. Die Preise werden von einer internationalen Jury vergeben, wobei das Festival Internacional de Cine en Guadalajara jedoch über keine Akkreditierung durch die Fédération Internationale des Associations de Producteurs de Films verfügt. Die Filmvorführungen finden dabei auch an verschiedenen Plätzen der Stadt unter freiem Himmel statt. Das Filmfestival von Guadalajara hatten besonders Ende der 1980er-Jahre eine wichtige Funktion für den mexikanischen Film, weil es die Karrieren von Filmschaffenden wie Arturo Ripstein, María Félix und Jaime Humberto Hermosillo unterstützte und wieder anstieß. In den verschiedenen Festivaljahrgängen gab es internationale Schwerpunkte, etwa auf den argentinischen Film, den chinesischen Film und den italienischen Film. Mit Retrospektiven wurden etwa Pedro Almodóvar, Vittorio Storaro, Monxto Armendáriz, Theo Angelopulos, Fernando Trueba, Patricio Guzman und Atom Egoyan geehrt.

## Preise
Die offiziellen Preise, die beim Festival Internacional de Cine en Guadalajara vergeben werden, sind:
- Largometraje Iberoamericano de Ficción
  - Mejor película
  - Premio especial del jurado
  - Mejor director
  - Mejor guión
  - Mejor actor
  - Mejor actriz
  - Mejor fotografía
  - Mejor ópera prima
- Largometraje Mexicano de Ficción
  - Mejor película
  - Mejor director
  - Mejor guión
  - Mejor actor
  - Mejor actriz
  - Mejor fotografía
  - Mejor ópera prima
- Largometraje Iberoamericano Documental
  - Mejor documental
- Largometraje Mexicano Documental
  - Mejor documental
- Cortometraje Iberoamericano
  - Mejor cortometraje iberoamericano
- Cortometraje Mexicano
  - Mejor cortometraje mexicano
- Cortometraje de Animación
  - Mejor cortometraje de animación

Neben den offiziellen Preisen werden zudem der Premio del Público, der Premio Mezcal, ein FIPRESCI-Preis und der Premio FEISAL vergeben. Seit 2002 wird der Premio Mayahuel de Plata an eine herausragende Persönlichkeit des mexikanischen Films verliehen, seit 2007 gibt es den Premio Guadalajara, mit dem eine lateinamerikanische Persönlichkeit geehrt wird, die den internationalen Film beeinflusst hat.